# Shiriusu no densetsu
Pour plus de détails, voir Fiche technique et Distribution.
Shiriusu no densetsu (シリウスの伝説, littéralement La légende de Sirius) est un long métrage d'animation japonais de fantasy réalisé par Masami Hata, produit par la société Sanrio, et sorti au Japon en 1981.

## Synopsis
À la suite d'une querelle entre les dieux, les peuples de l'eau et du feu ont été séparés à jamais. Un jour, Sirius, prince de l'eau, et Malta, princesse du feu, se rencontrent et tombent amoureux. Mais toute réconciliation entre les deux peuples semble impossible.

## Fiche technique
- Titre original : Shiriusu no densetsu (シリウスの伝説)
- Titre anglais : The Sea Prince and the Fire Child
- Titre français : La Légende de Sirius [1]
- Réalisation : Masami Hata
- Scénario : Shintarō Tsuji, Masami Hata et Chiho Katsura
- Musique originale : Kōichi Sugiyama
- Direction artistique : Yukio Abe
- Photographie : Iwao Yamaki
- Montage : Masashi Furukawa
- Production : Tsunemasa Hatano, Shintarō Tsuji
- Société de production : Lippsync, Sanrio
- Distribution : RCA/Columbia Pictures Home Video (États-Unis, VHS, 1985), Discotek Media (États-Unis, DVD, 2010)
- Pays :  Japon
- Langue : japonais
- Genre : Animation, drame, fantasy et romance
- Format : couleur
- Son : mono
- Durée : 108 minutes
- Date de sortie :  Japon : 18 juillet 1981

## Doublage
- Tōru Furuya : Sirius
- Mami Koyama : Malta
- Keiko Han : Piale / Walla
- Michiko Nomura : Ruu
- Ikue Sakakibara : Walla